# Otto Hieronimus

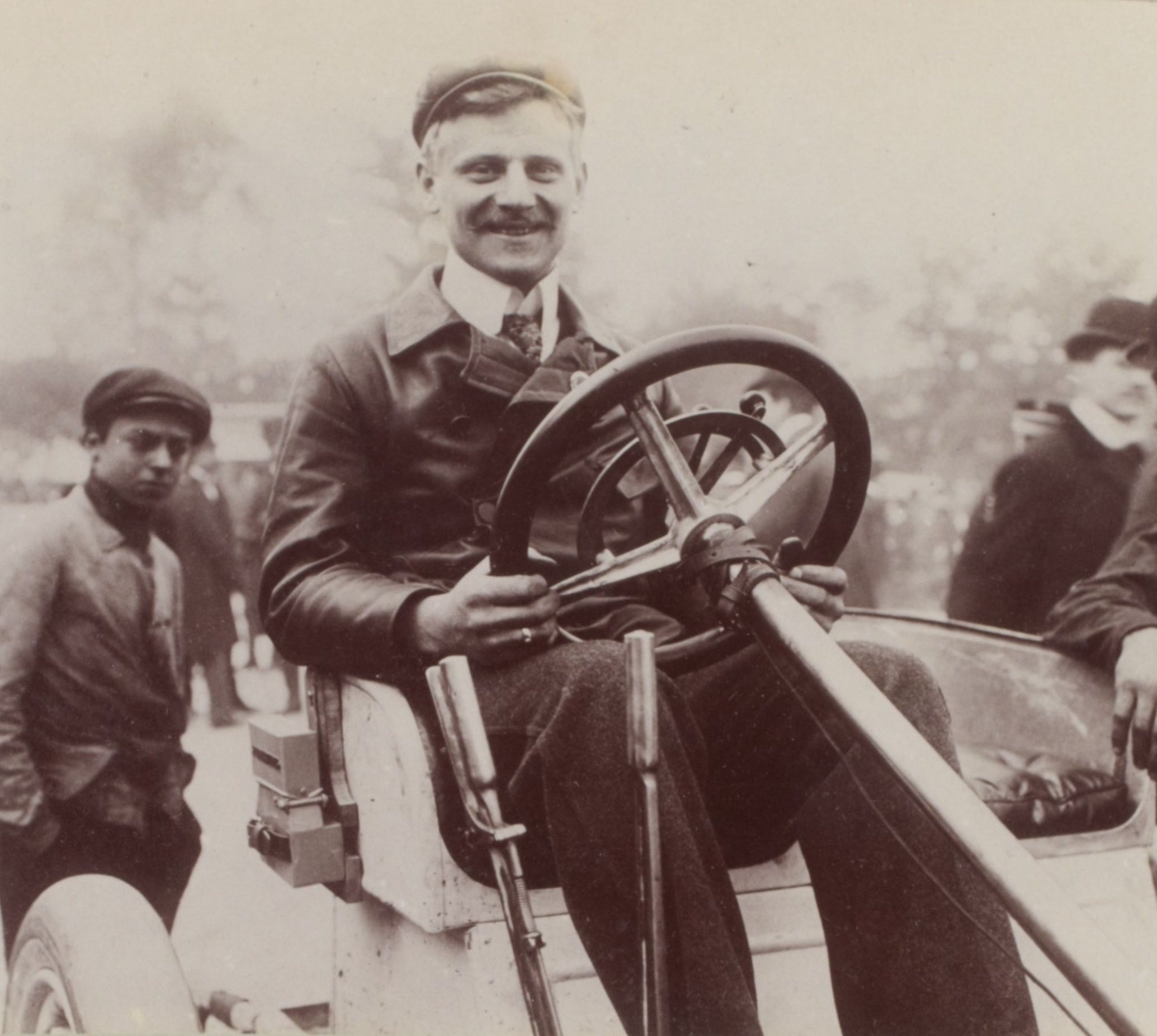
Otto Hieronimus 1903

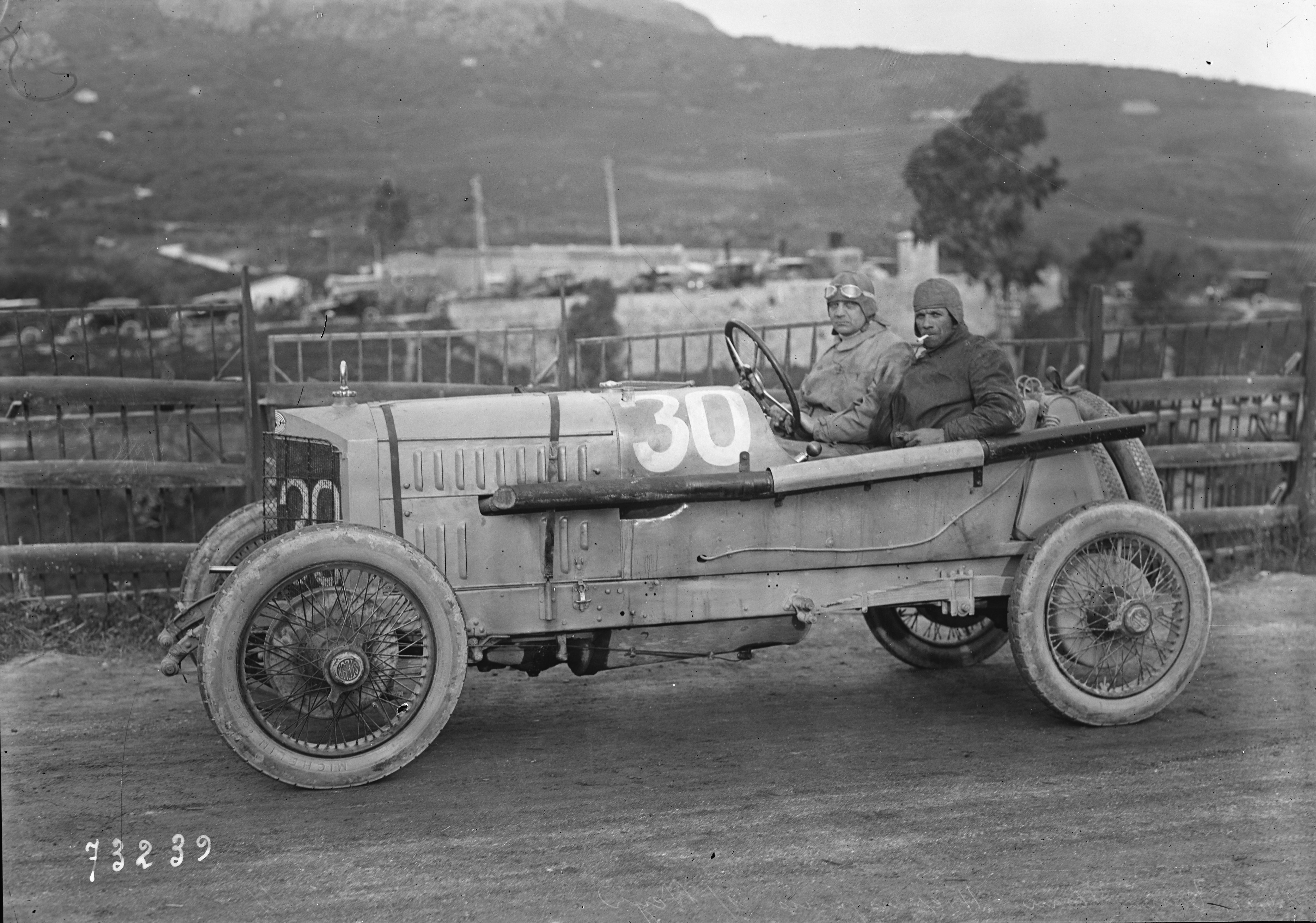
Otto Hieronimus bei der Targa Florio 1922

Otto Hieronimus (* 26. Juli 1879 in Köln; † 8. Mai 1922 in Graz) war ein deutsch-österreichischer Automobilkonstrukteur und -rennfahrer. Er war zu seiner Zeit einer der erfolgreichsten österreichischen Rennfahrer.

## Leben
Hieronimus wurde 1879 in Köln als Sohn des dortigen Benz-Vertreters geboren. In den Jahren 1896 bis 1898 arbeitete er bei Benz in Mannheim. Zur weiteren Ausbildung besuchte er dann das Technikum in Hildburghausen. 1901 überstellte er einen Benz-Wagen zu Arnold Spitz, dem größten Automobilhändler in Wien, welcher ihn sofort engagierte.
Hieronimus konstruierte in Wien bei Gräf & Stift den nach Arnold Spitz benannten Spitz-Wagen. Spitz sagte die Abnahme und den Verkauf der gesamten Produktion der Jahre 1902 und 1903 zu.
1908 stellte Hieronimus in Brooklands, der ersten permanenten Rennstrecke der Welt, einen Weltrekord auf. 1909 arbeitete er als Konstrukteur und Direktor bei Laurin & Klement, dem Vorgänger von Škoda Auto.
Im Ersten Weltkrieg betätigte sich Hieronimus als Flugmotorenkonstrukteur. Im Mai 1911 verließ er Laurin & Klement um sich ganz der Entwicklung von Flugmotoren zu widmen. Er entwarf die nach ihm benannten Hiero-Flugmotoren. Der Friedensvertrag von St. Germain machte jedoch seinem Schaffen ein Ende, wodurch er wieder zum Automobilbau zurückkehrte.
Als technischer Direktor der Österreichischen Waffenfabriksgesellschaft verunglückte er am 8. Mai 1922 mit seinem 3-Liter-Steyr beim Training für das Rieß-Rennen. Er wurde am 16. Mai 1922 in Wien am Dornbacher Friedhof bestattet.

## Sportliche Erfolge und Meisterschaften
Sein wichtigster Erfolg war 1908 der Klassensieg mit dem 16 PS starken Laurin & Klement FC bei der Rallye Moskau–St. Petersburg. 1914 gewann er die Alpen- und Karpatenfahrt. Bei der sizilianische Targa Florio wurde er 1922 Siebenter in der Gesamtwertung und erster in der Dreiliterklasse.